# Джалал-Абадская область
Джала́л-Аба́дская о́бласть (кирг. Жалал-Абад облусу; также Жалалабатская, Жалал-Абадская) — одна из административно-территориальных единиц Кыргызской Республики, расположенная на юго-западе страны. Образована Указом Президиума Верховного Совета СССР от 21 ноября 1939 года. Административный центр области — город Джалал-Абад. В 2002 году переименован в Жалалабат согласно принятой Жогорку Кенешем Киргизии «Новой редакции орфографии кыргызского языка» от 28 июня 2002 года (Постановление за № 830-11 от 28.06.2002 г.). В июне 2008 года переименован обратно в Джалал-Абад, согласно постановлению Правительства Кыргызской Республики № 567 от 26 июня 2008 года, утвердившего новую редакцию «Правил правописания кыргызского языка», о восстановлении написания населённых пунктов страны через дефис.
Население — 1 238 800 человек (2023). В этнокультурном и экономическом плане регион, вместе с соседними Ошской и Баткенской областями, является частью Южного Кыргызстана. Вторая по количеству населения (1 238 800 чел. на 2016 г.) и третья по площади (33 700 км².) область республики. На территории области расположены все основные электрогенерирующие мощности страны.

## География
Главными единицами рельефа области являются северо-восточная окраина Ферганской долины и горы Западного Тянь-Шаня, распадающегося на следующие хребты: Таласский Алатау, Сусамыртау, Пскемский хребет, Ферганский хребет, Чандалашский хребет и Чаткальский хребет. Из-за изолированного, но достаточно южного положения области, её климат носит умеренный, но довольно континентальный характер. В горах возможны сильные заморозки, снегопады. В долинах летом очень засушливо. У подножия гор простираются степи и полупустыни, на склонах расположены орехоплодные и хвойные леса, разрежённые арчовники; выше субальпийские и альпийские луга, скалы и ледники. Область занимает площадь 33 700 км² (около 17 % площади Кыргызстана). Более 70 % её территории занимают редкозаселённые высокогорья западного Тянь-Шаня. Оставшиеся 30 %, главным образом земли вдоль границы с Узбекистаном и долина реки Нарын представляют собой густонаселённые предгорья и равнинные части Ферганской долины, отведённые под орошаемое земледелие (хлопководство). Область расположена в зоне засушливого резко континентального климата, однако наличие нескольких крупных ледников в горах позволяют ей располагать довольно значительными водными ресурсами. Главная водная артерия области — река Нарын, одна из главных составляющих второй по величине и значению реки Средней Азии — Сырдарьи, а также многочисленные притоки Джалал-Абада. Нарын также является источником гидроэлектроэнергии области, на нём в советское время были сооружены несколько ГЭС.

## История
Высокогорные регионы области заселили кочевые племена киргизов-скотоводов, тюрко-монголоязычных переселенцев с Алтая. В более равнинных регионах длительное время сохранялись автохтонные индоевропейские группы иранского происхождения, занимавшиеся орошаемым земледением ещё во времена античности. В конце средних веков, после интенсивных тюркско-монгольских миграций, эти группы постепенно тюркизируются, но сохраняют довольно развитую городскую и земледельческую культуру: на их основе образуется узбекский этнос.
Данная этнокультурная стратификация по уровню рельефа в Ферганской долине в целом (и в области, в частности) сохранялась с конца средних веков — почти до нашего времени, когда, уже после национально-территориального размежевания в Средней Азии и установления административно-территориального деления Киргизской ССР, группы традиционно-горных киргизов переходят на оседлый образ жизни и переселяются ближе к подножьям гор.
Территория Джалал-Абадской области вплоть до конца XIX века находилась под контролем Кокандского ханства, покуда 28 февраля 1876 года и ханство, и зависимые от него территории не вошли в состав Российской империи.
Собственно Джалал-Абадская область была образована из Джалал-Абадского округа Указом Президиума Верховного Совета СССР от 21 ноября 1939 года. В административно-территориальном отношении область подразделялась следующим образом: центр г. — Джалал-Абад; посёлок Кок-Янгак, не входящий в состав районов; районы: Алабукинский (центр — село Алабука), Базар-Коргонский (с. Базар-Коргон), Джалал-Абадский (г. Джалал-Абад), Караванский (с. Караван), Кетмень-Тюбинский (с. Акчи-Карасу), Ленинский (с. Ленинджол), Октябрьский (с. Октябрьское), Таш-Кумырский (рабочий посёлок Таш-Кумыр), Учтерекский (с. Учтерек), Чаткальский (с. Янги-Базар).
В 1940 году Джалал-Абадский район упразднён, образован Сузакский район (с. Сузак). 7 декабря 1940 года Кетмень-Тюбинский район переименован в Токтогульский (с. Токтогул).
16 ноября 1942 года посёлком областного подчинения стал рп. Таш-Кумыр, а вместо Таш-Кумырского района образован Джанги-Джольский район (с. Джанги-Джоль).
15 апреля 1943 года к категории городов областного подчинения отнесены рабочие посёлки областного подчинения Кок-Янгак и Таш-Кумыр.
3 января 1944 года образован Ачинский район (с. Ачи).
22 июня 1944 года Чаткальский район передан в состав вновь образованной Таласской области.
В 1956 году упразднены Ачинский и Учтерекский районы; к категории городов областного подчинения отнесён Майли-Сай.
29 октября 1958 года упразднён Караванский район, центр Джанги-Джольского района перенесён в с. Караван.
27 января 1959 года, в ходе программы по административно-территориальному укрупнению, Джалал-Абадская область упразднена, её районы отошли к Ошской области.
Джалал-Абадская область вновь была восстановлена 14 декабря 1990 году по причине быстрого роста её населения. Стала насчитывать 8 районов и 5 городов областного подчинения. Районы: Ала-Букинский (с. Ала-Бука), Базар-Коргонский (с. Базар-Коргон), Джаны-Джольский (с. Караван), Ленинский (с. Ленинджол), Сузакский (с. Сузак), Тогуз-Тороуский (с. Казарман), Токтогульский (пгт. Токтогул), Чаткальский (пос. Каныш-Кия); города: Джалал-Абад, Кара-Куль, Кок-Жангак, Майли-Сай, Таш-Кумыр.
7 февраля 1992 года создан Уч-Терекский район (с. Уч-Терек).
6 марта 1992 года Джаны-Джольский район переименован в Аксыйский (с. Кербен), Ленинский район в Ноокенский (с. Масы).
23 июля 1992 года название города областного подчинения Майли-Сай изменено на Майлуу-Суу.
30 сентября 1998 года Уч-Терекский район вошёл в состав Токтогульского района (пгт. Токтогул).
В настоящее время Джалал-Абадская область состоит из 8 районов: Аксыйский (с. Кербен), Ала-Букинский (пгт. Ала-Бука), Базар-Коргонский (г. Базар-Коргон), Ноокенский (с. Массы), Сузакский (Сузак), Тогуз-Тороусский (с. Казарман), Токтогульский (пгт. Токтогул), Чаткальский (пос. Каныш-Кыя); 5 городов областного подчинения: Джалал-Абад, Кара-Куль, Кок-Жангак, Майлуу-Суу, Ташкомур.
В конце XX — начале XXI веков в Джалал-Абадской области нередко вспыхивали кровавые этнические конфликты киргизов с узбеками. В ноябре 2005 года, в колониях Джалал-Абадской и Чуйской областей произошёл самый громкий тюремный бунт на постсоветском пространстве. Мятеж был подавлен при помощи огнестрельного оружия и бронетехники. По официальным данным, в ходе операции погибли несколько десятков человек.

## Административное деление
Джалал-Абадская область состоит из 8 районов:
- Аксыйский район (административный центр — г. Кербен);
- Ала-Букинский район (административный центр — с. Ала-Бука);
- Базар-Коргонский район (административный центр — г. Базар-Коргон);
- Ноокенский район (административный центр — с. Масы);
- Сузакский район (административный центр — с. Сузак);
- Тогуз-Тороуский район (административный центр — с. Казарман);
- Токтогульский район (административный центр центр — г. Токтогул);
- Чаткальский район (административный центр — с. Каныш-Кыя).

Джалал-Абадская область состоит из 10 городов:
- Джалал-Абад
- Кара-Куль
- Майлуу-Суу
- Таш-Кумыр
- Кёк-Джангак
- Кербен
- Токтогул
- Шамалды-Сай
- Кочкор-Ата
- Базар-Коргон

## Население
В настоящее время население в области проживает 1 238 800 человек (20 % населения Кыргызстана), население по данным статистики 2003 года — 834 тыс. чел., плотность населения 26 чел. на 1 км² (в долинах 200—500 человек 1 км², в горах 0-5 человек 1 км² . В населении области преобладают киргизы (около 70 %), до четверти населения составляют узбеки, имеется небольшое количество русских и турок, таджиков. Основная религия в области — ислам суннитского толка, с примесью шаманизма в среде киргизов. Русские и русскоязычные — православные и атеисты. Средний размер домохозяйства в области — 4,5 человека. После массовой эмиграции русскоязычного населения, которое в области, впрочем, никогда не было особенно многочисленным, начались интенсивные миграционные процессы и среди киргизов. Сельские киргизы сначала устремились в Джалал-Абад, затем в Чуйскую область и Фрунзе (Бишкек), а в последнее время на заработки в РФ. Высокогорные районы области, которые являлись регионами традиционного проживания киргизов — кочевников и скотоводов (см. тюркские народы), практически обезлюдели. В силу своего приграничного положения рядом с Узбекистаном, в области высока доля узбекского меньшинства.

### Национальный состав
|                 | Численность в 1989 году | %        | Численность в 1999 году | %        | Численность в 2009 году | %        |
| --------------- | ----------------------- | -------- | ----------------------- | -------- | ----------------------- | -------- |
| всего           | 743 279                 | 100,00 % | 869 259                 | 100,00 % | 1 009 889               | 100,00 % |
| Киргизы         | 452 868                 | 60,93 %  | 607 036                 | 69,83 %  | 725 321                 | 71,82 %  |
| Узбеки          | 175 705                 | 23,64 %  | 212 030                 | 24,39 %  | 250 748                 | 24,83 %  |
| Русские         | 54 024                  | 7,27 %   | 17 930                  | 2,06 %   | 9 120                   | 0,90 %   |
| Турки           | 4 413                   | 0,59 %   | 4 842                   | 0,56 %   | 5 842                   | 0,58 %   |
| Таджики         | 4 525                   | 0,61 %   | 5 236                   | 0,60 %   | 5 642                   | 0,56 %   |
| Татары          | 15 936                  | 2,14 %   | 6 933                   | 0,80 %   | 3 694                   | 0,37 %   |
| Уйгуры          | 3 360                   | 0,45 %   | 3 776                   | 0,43 %   | 3 271                   | 0,32 %   |
| Курды           | 8 173                   | 1,10 %   | 2 158                   | 0,25 %   | 1 902                   | 0,19 %   |
| Азербайджанцы   | 586                     | 0,08 %   | 259                     | 0,03 %   | 996                     | 0,10 %   |
| Украинцы        | 9 503                   | 1,28 %   | 2 463                   | 0,28 %   | 789                     | 0,08 %   |
| Казахи          | 1 564                   | 0,21 %   | 1 130                   | 0,13 %   | 692                     | 0,07 %   |
| Хемшилы         | …                       | …        | 382                     | 0,04 %   | 352                     | 0,03 %   |
| Корейцы         | 672                     | 0,09 %   | 377                     | 0,04 %   | 237                     | 0,02 %   |
| Немцы           | 4 425                   | 0,60 %   | 672                     | 0,08 %   | 210                     | 0,02 %   |
| Башкиры         | 1 055                   | 0,14 %   | 392                     | 0,05 %   | 164                     | 0,02 %   |
| Чеченцы         | 255                     | 0,03 %   | 114                     | 0,01 %   | 89                      | 0,01 %   |
| Арабы           | 65                      | 0,01 %   | 861                     | 0,10 %   | 75                      | 0,01 %   |
| Грузины         | 200                     | 0,03 %   | 116                     | 0,01 %   | 51                      | 0,01 %   |
| Туркмены        | 137                     | 0,02 %   | 33                      | 0,00 %   | 46                      | 0,00 %   |
| Персы           | 43                      | 0,01 %   | 58                      | 0,01 %   | 46                      | 0,00 %   |
| Белорусы        | 624                     | 0,08 %   | 115                     | 0,01 %   | 45                      | 0,00 %   |
| Балкарцы        | 126                     | 0,02 %   | 49                      | 0,01 %   | 44                      | 0,00 %   |
| Армяне          | 730                     | 0,10 %   | 109                     | 0,01 %   | 38                      | 0,00 %   |
| Дунгане         | 60                      | 0,01 %   | 24                      | 0,00 %   | 36                      | 0,00 %   |
| Крымские татары | 2 261                   | 0,30 %   | 18                      | 0,00 %   | 31                      | 0,00 %   |
| другие          | 1 969                   | 0,26 %   | 2146                    | 0,29 %   | 408                     | 0,05 %   |

## Экономика
Индустриализация области, имевшая место во времена СССР, выражалась в основном в строительстве крупных ГЭС, основной квалифицированный обслуживающий персонал на которых был из РСФСР и УССР. Тогда же интенсивно развивалось хлопководство, интенсивное ирригационное орошение в условиях колхозных и совхозных хозяйств, где было задействовано киргизское и узбекское население. Распад СССР привёл к деиндустриализации края, как и страны в целом, упадку технологически оснащённого сельского хозяйства области. Область страдает от хронической безработицы, достигающей 70 %. В области в прошлом велась интенсивная добыча нефти, газа, каменного угля (Кок-Янгак, Таш-Кумыр) и полиметаллических руд. Основной вклад в экономику вносит электроэнергия с каскада ГЭС и водохранилищ на реке Нарын: Токтогульская ГЭС, Курпсайская ГЭС, Таш-Кумырская ГЭС, Учкурганская ГЭС). В советское время заметным был вклад машиностроения, электротехники, строительства, хлопко-очистительной, лёгкой и пищевой промышленности. В Ферганской долине развито поливное земледелие. Специализация: зерновые, хлопчатник, табак, виноград, садоводство, животноводство (овцы, козы, коровы, лошади), шелководство; на склонах — богарное земледелие. В горах важнейшая отрасль — овцеводство.

## Достопримечательности
Область располагает значительным рекреационно-туристическим материалом. В области расположены три известных особо охраняемых природных территории: Беш-Аральский государственный заповедник, Сары-Челекский государственный биосферный заповедник и Падышатинский государственный заповедник. Сам областной центр — город Джалал-Абад издавна является курортом (минеральные источники). Также на территории области расположены Арсланбобские водопады, озеро Сары-Челек; средневековый мавзолей Шах-Фазиль (XIII век).